# قائمة شخصيات ظهرت على طوابع البريد الفلسطينية
هذه قائمة بأسماء الأشخاص الذين وُضعت صورهم على طوابع البريد في فلسطين.

## أشخاص ظهروا على طوابع بريد فلسطين

### فلسطين بعد نكبة عام 1948
| الاسم                    | الدولة والوظيفة | تاريخ أول إصدار | عدد الطوابع | ملاحظات                                  | الصورة |
| ------------------------ | --------------- | --------------- | ----------- | ---------------------------------------- | ------ |
| عبد الله الأول بن الحسين | ملك             | 1949            | 19          | [ 1 ]                                    |        |
| فاروق الأول              | ملك             | 1948            | 31          | [ 2 ] [ 3 ] [ 4 ] [ 5 ]                  |        |
| فاروق الأول              | ملك             | 1953            | 21          | [ 6 ] [ 7 ]                              |        |
| رمسيس الثاني             | ملك             | 1957            | 1           | [ 8 ]                                    |        |
| الملكة نفرتيتي           | ملكة            | 1957            | 4           | [ 9 ]                                    |        |
| الملكة نفرتيتي           | ملكة            | 1959            | 1           | [ 10 ]                                   |        |
| داغ همرشولد              | سياسي           | 1962            | 3           | صدرت بمناسبة الاحتفال بيوم الأمم المتحدة |        |
| جمال الدين الأفغاني      | مفكر            | 1967            | 1           | [ 12 ]                                   |        |

### السلطة الوطنية الفلسطينية (1994-2013)
حظيت السلطة الوطنية الفلسطينية بالاعتراف الدولي باعتبارها سلطة مؤقتة حاكمة للأراضي الفلسطينية عقب توقيع اتفاقية أوسلو في سبتمبر 1993 بين الحكومة الإسرائيلية ومنظمة التحرير الفلسطينية، وبموجب هذا الاعتراف أصبحت الطوابع البريدية الصادرة في الأراضي الفلسطينية اعتبارا من عام 1994 تحمل عبارة السلطة الوطنية الفلسطينية.
| الاسم                   | الدولة والوظيفة | تاريخ أول إصدار | عدد الطوابع | ملاحظات                                                                              |
| ----------------------- | --------------- | --------------- | ----------- | ------------------------------------------------------------------------------------ |
| هانس يورغن فيشنفسكي     | سياسي           | 1997            | 2           | صدر بمناسبة الصداقة الألمانية الفلسطينية                                             |
| ياسر عرفات (1929-2004)  | رئيس            | 1997            | 2           | صدر بمناسبة الصداقة الألمانية الفلسطينية                                             |
| ياسر عرفات (1929-2004)  | رئيس            | 1997            | 2           | [ 14 ]                                                                               |
| ياسر عرفات (1929-2004)  | رئيس            | 1999            | 1           | صدر بمناسبة توقيع اتفاقية واي ريفر للسلام في الشرق الأوسط                            |
| ياسر عرفات (1929-2004)  | رئيس            | 2000            | 5           | صدرت بمناسبة زيارة بابا الفاتيكان يوحنا بولس الثاني لفلسطين                          |
| ياسر عرفات (1929-2004)  | رئيس            | 2000            | 2           | صدرت بمناسبة زيارة رئيس السلطة الوطنية الفلسطينية ياسر عرفات للعاصمة الألمانية برلين |
| ياسر عرفات (1929-2004)  | رئيس            | 2004            | 1           | صدرت بمناسبة زيارة الرئيس الفرنسي جاك شيراك لفلسطين                                  |
| ياسر عرفات (1929-2004)  | رئيس            | 2012            | 4           | صدرت بمناسبة إحياء الذكرى السابعة لوفاة رئيس السلطة الوطنية الفلسطينية ياسر عرفات    |
| الأم تريزا              | راهبة           | 1997            | 4           | [ 14 ]                                                                               |
| يوحنا بولس الثاني       | رجل دين         | 2000            | 5           | صدرت بمناسبة زيارة بابا الفاتيكان يوحنا بولس الثاني لفلسطين                          |
| بيل كلينتون             | رئيس            | 1999            | 1           | صدر بمناسبة توقيع اتفاقية واي ريفر للسلام في الشرق الأوسط                            |
| جاك شيراك               | رئيس            | 2004            | 2           | صدرت بمناسبة زيارة الرئيس الفرنسي جاك شيراك لفلسطين                                  |
| محمود درويش (1941-2008) | شاعر            | 2008            | 4           | صدرت تخليدا للشاعر الفلسطيني محمود درويش عقب وفاته                                   |

### دولة فلسطين (2013-الآن)
أصبحت فلسطين دولة معترفًا بها دوليا على نطاق واسع اعتبارا من 29 نوفمبر (تشرين الثاني) 2012 بعد أن وافقت 138 دولة من الدول الأعضاء بالجمعية العامة للأُمَم المتحدة على مقترح ضم فلسطين باعتبارها دولة مراقبة غير عضو بالأمم المتحدة، بينما عارضت المقترح 9 دول وامتنعت عن التصويت 41 دولة. وبموجب هذا الاعتراف صدرت الطوابع البريدية في الأراضي الفلسطينية اعتبارا من عام 2013 باسم دولة فلسطين. تمتعت فلسطين بعد ذلك بعضوية كاملة في الجمعية العامة للأمم المتحدة بدءًا من 10 مايو (أيار) 2024 بعد تأييد 147 دولة لقرار انضمام فلسطين بصفتها دولة في الأمم المتحدة.
| الاسم                              | الدولة والوظيفة | تاريخ أول إصدار | عدد الطوابع | ملاحظات                                                                                        |
| ---------------------------------- | --------------- | --------------- | ----------- | ---------------------------------------------------------------------------------------------- |
| عبد الرحيم محمود (1913-1948)       | شاعر            | 2013            | 4           | صدرت بمناسبة إحياء الذكرى المئوية لميلاد الشاعر والمناضل الفلسطيني عبد الرحيم محمود            |
| محمود عباس                         | رئيس            | 2013            | 1           | صدر احتفالًا بميلاد دولة فلسطين                                                                 |
| محمود عباس                         | رئيس            | 2014            | 3           | صدرت بمناسبة زيارة البابا فرنسيس بابا الفاتيكان لفلسطين                                        |
| محمود عباس                         | رئيس            | 2019            | 1           | صدر بمناسبة الذكرى الثلاثين لإقامة العلاقات الدبلوماسية بين جمهورية الصين الشعبية ودولة فلسطين |
| ميسرة أبو حمدية                    | مجاهد           | 2014            | 1           | صدر بمناسبة الاحتفال بيوم الأسير الفلسطيني                                                     |
| البابا فرنسيس                      | رجل دين         | 2014            | 3           | صدرت بمناسبة زيارة البابا فرنسيس بابا الفاتيكان لفلسطين                                        |
| ماري ألفونسين (1843-1927)          | راهبة           | 2015            | 2           | [ 29 ]                                                                                         |
| مريم بواردي (1846-1878)            | راهبة           | 2015            | 2           | [ 29 ]                                                                                         |
| فدوى طوقان (1917-2003)             | شاعرة           | 2017            | 2           | صدر بمناسبة الذكرى المئوية لميلادها                                                            |
| المطران إيلاريون كبوجي (1922-2017) | رجل دين         | 2018            | 3           | صدرت بمناسبة إحياء الذكرى السنوية الأولى لوفاته                                                |
| شي جين بينغ                        | رئيس            | 2019            | 2           | صدر بمناسبة الذكرى الثلاثين لإقامة العلاقات الدبلوماسية بين جمهورية الصين الشعبية ودولة فلسطين |
| مهاتما غاندي (1869-1948)           | سياسي           | 2019            | 1           | بمناسبة إحياء الذكرى 150 لميلاد المهاتما غاندي                                                 |
| شيرين أبو عاقلة (1971-2022)        | مراسلة صحفية    | 2023            | 1           | صدر تخليدا لذكرى استشهاد الإعلامية الفلسطينية شيرين أبو عاقلة                                  |
| غسان كنفاني                        | روائي           | 2023            | 1           | صدر بمناسبة الذكرى الخمسين لاستشهاده                                                           |
| هارون هاشم رشيد                    | شاعر            | 2023            | 2           | صدر تقديرًا لدوره التاريخي في الدفاع عن قضيته وشعبه من أجل نيل الحرية والاستقلال                |